# الأزمة الدبلوماسية الفنزويلية المكسيكة 2005
الأزمة الدبلوماسية الفنزويلية المكسيكة 2005 بدأت بعد القمة الرابعة للأمريكتين حيث وجه الرئيس المكسيكي فيسينتي فوكس انتقادات مبطنة لزعماء مناهضة منطقة التجارة الحرة للأمريكتين.
بعد تصريحات فوكس في 10 نوفمبر 2005 صرح الرئيس الفنزويلي هوغو شافيز في خطاب أمام مؤيديه في كاراكاس أنه حزين لأن «رئيس شعب مثل المكسيكيين يسمح لنفسه بأن يصبح جروًا للإمبراطورية» لما زعم أنه انصياع فوكس للمصالح التجارية الأمريكية في ترويجه لاتفاقية التجارة الحرة للأمريكتين المتوقفة حديثًا.
بالإضافة إلى ذلك في 13 نوفمبر 2005 في حلقة من برنامجه الحواري الأسبوعي الو الرئيس، ذكر شافيز أن الرئيس المكسيكي «كان ينزف من جروحه» وحذر فوكس من «العبث» معه خشية أن «يلدغ» فوكس. وعبر فوكس عند سماعه التصريحات عن غضبه وهدد باستدعاء سفير المكسيك لدى فنزويلا إذا لم تقدم الحكومة الفنزويلية اعتذارًا على الفور. ومع ذلك بدلاً من الاعتذار استدعى شافيز ببساطة سفير فنزويلا في مكسيكو سيتي فلاديمير فيليجاس. تم استدعاء السفير المكسيكي في كاراكاس في اليوم التالي. قام فوكس بسحب أوراق اعتماد السفير الفنزويلي لتوضيح أن فيليجاس قد تم طرده، ولم يتم استدعاءه كما زعمت فنزويلا.
على الرغم من توتر العلاقات بين البلدين لم يقول أي من البلدين إن العلاقات الدبلوماسية قد قطعت إلى أجل غير مسمى. عملت عدة مجموعات في كل من المكسيك وفنزويلا على استعادة العلاقات الدبلوماسية بين البلدين. في أغسطس 2007 تمت إعادة العلاقات الطبيعية مع تعيين وزير الخارجية السابق روي شادرتون كمبعوث فنزويلي في مكسيكو سيتي ونقل خيسوس ماريو تشاكون كاريلو سفير المكسيك السابق في كولومبيا إلى كاراكاس.